# 克里斯·伯克
克里斯托弗·罗伯特·「克里斯」·伯克（英語：Christopher Robert "Chris" Burke，1983年12月2日—），蘇格蘭足球運動員，司職翼鋒，效力於英冠伯明翰足球會。

## 球會生涯

### 流浪者
克里斯·伯克出身於流浪者青訓系統，在2000年7月5日轉投流浪者前，他曾效力塞尔提克男孩会。在2001/02球季被提拔至一隊，首場職業比賽是在2002年3月20日對基马诺克並打進一球。伯克很快成為球隊常規球員並參加了欧洲冠军联赛。在2004/05球季作客對阿伯丁賽事中，伯克在球場上暈倒，並受到不明病毒感染而缺席幾乎整個賽季。
伯克從傷患中回復過來並參加了2005/06球季大部份比賽，包括欧洲冠军联赛對国际米兰、波尔图和比利亞雷阿爾的重要比賽。2006年9月23日對凯尔特人賽事中再度受傷，需要休養三個月。
2007年1月25日，伯克與球會簽下新合約至2009年。2007/08上半季被排除在比賽陣容中，之後因纳乔·诺沃和达马库斯·比斯利受傷而取得比賽機會，但在2008年4月在蘇格蘭足總盃對圣庄士东比賽中受傷。

### 卡迪夫城

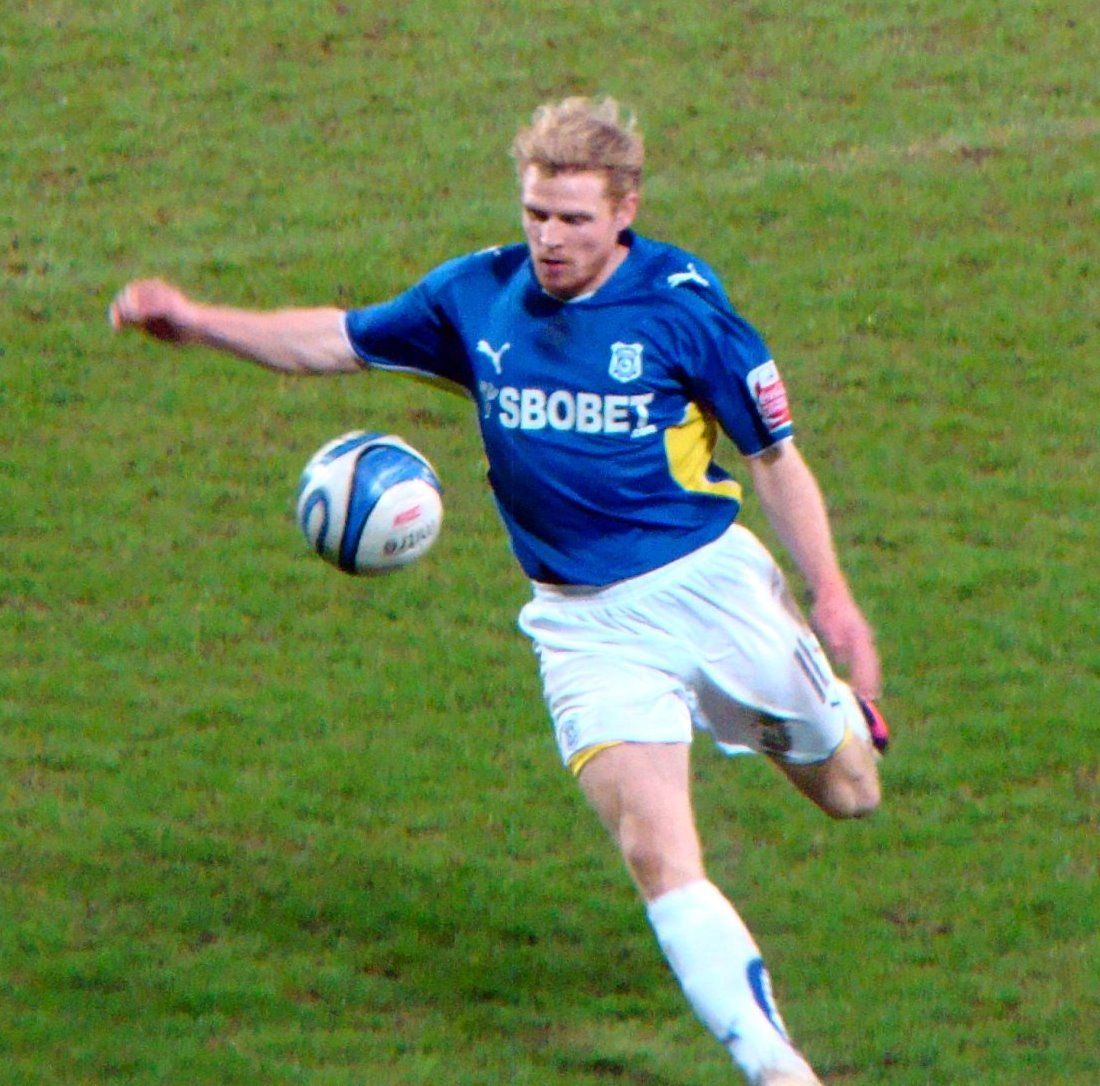
2010年效力卡迪夫城

伯克在2008/09球季只替流浪者上場只有兩次，2009年1月9日他自由轉會至英格蘭足球冠軍聯賽球隊卡迪夫城，球隊中有他的前流浪者隊友加文·雷伊和羅斯·麥哥馬克。1月17日對伯明翰城賽事首次上場，在半場入替彼得·惠廷厄姆，以1-1完場。4月21日對查尔顿賽事中攻中個人在球會首顆進球，最終以2-2完場。
他在2009/10球季首顆進球是9月16日作客對雷丁，以1-0取勝。9月29日再次取得進球，主場以6-1屠殺德比郡。之後對普雷斯顿和米德尔斯堡賽事中都有進球，12月8日對西布罗姆维奇的進球是他個人在球季的第四球，亦是他職業生涯上的新高。2010年3月27日對水晶宫賽事中，打進他個人在球季各項賽事的第十球。2011年5月23日，因與球會未能在合約達成共識而離隊。

### 伯明翰城

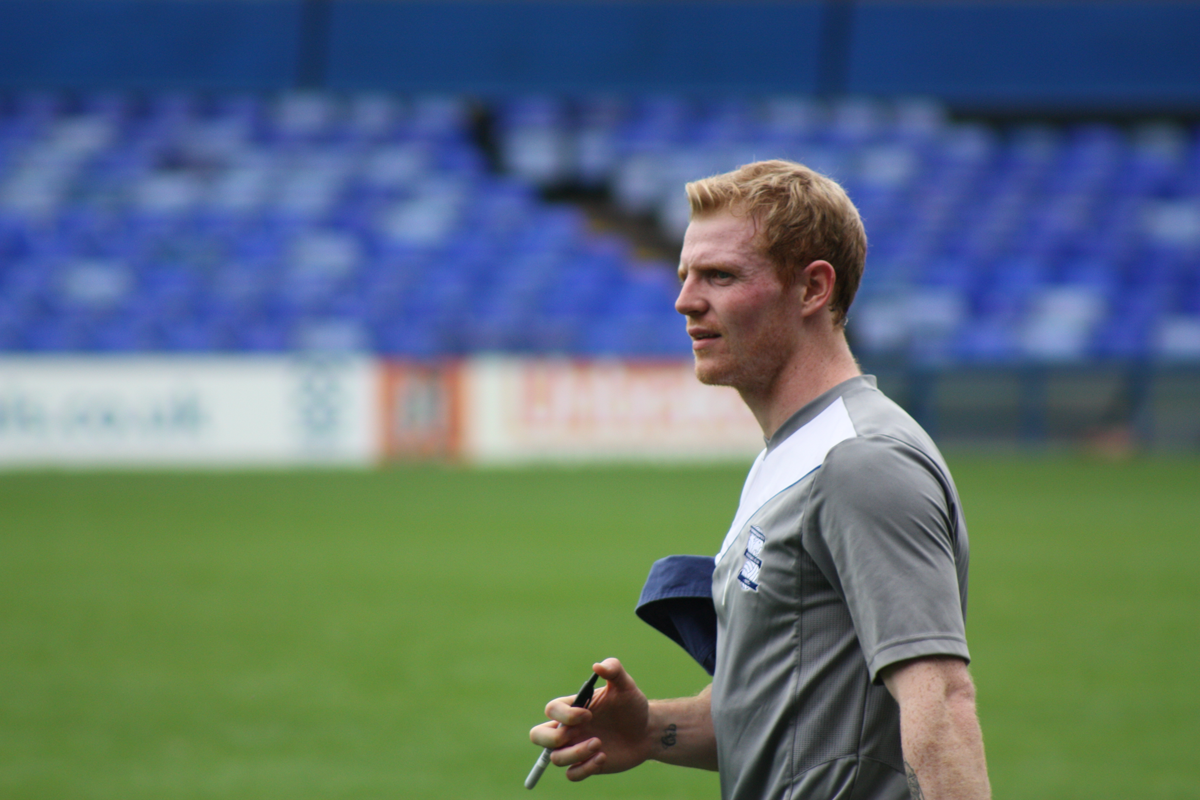
2011年效力伯明翰城

2011年6月8日，伯克與英格蘭足球冠軍聯賽球隊伯明翰城簽約加盟。他首次上場是在球季開幕日對德比郡，以2-1落敗。他亦隨隊參加了2011–12年歐霸盃，整個球季他在各項賽事共62場，他參加了61場比賽，包括晉級附加賽；他共打進了14球和交出19助攻，當選為球會年度最佳球員和球會最佳新球員。2012/13球季季尾，球會決定啟用一年合約延長權，使合約生效至2014年6月。

## 國家隊生涯
伯克在2006年5月11日的麒麟盃對保加利亞賽事中以替補身份上場，首次為蘇格蘭足球代表隊上場便打進兩球以5-1取勝。之後六年都沒有在蘇格蘭代表隊名單中，直到2013年1月被教練戈登·斯特拉坎徵召。

## 榮譽
流浪者：
- 蘇格蘭足球超級聯賽：2004–05
- 蘇格蘭聯賽盃：2008

蘇格蘭：
- 麒麟盃：2006

## 外部連結
- 足球数据库：克里斯·伯克的球员统计数据
- 克里斯·伯克 — 蘇格蘭足球協會